# Islám v Pobřeží slonoviny

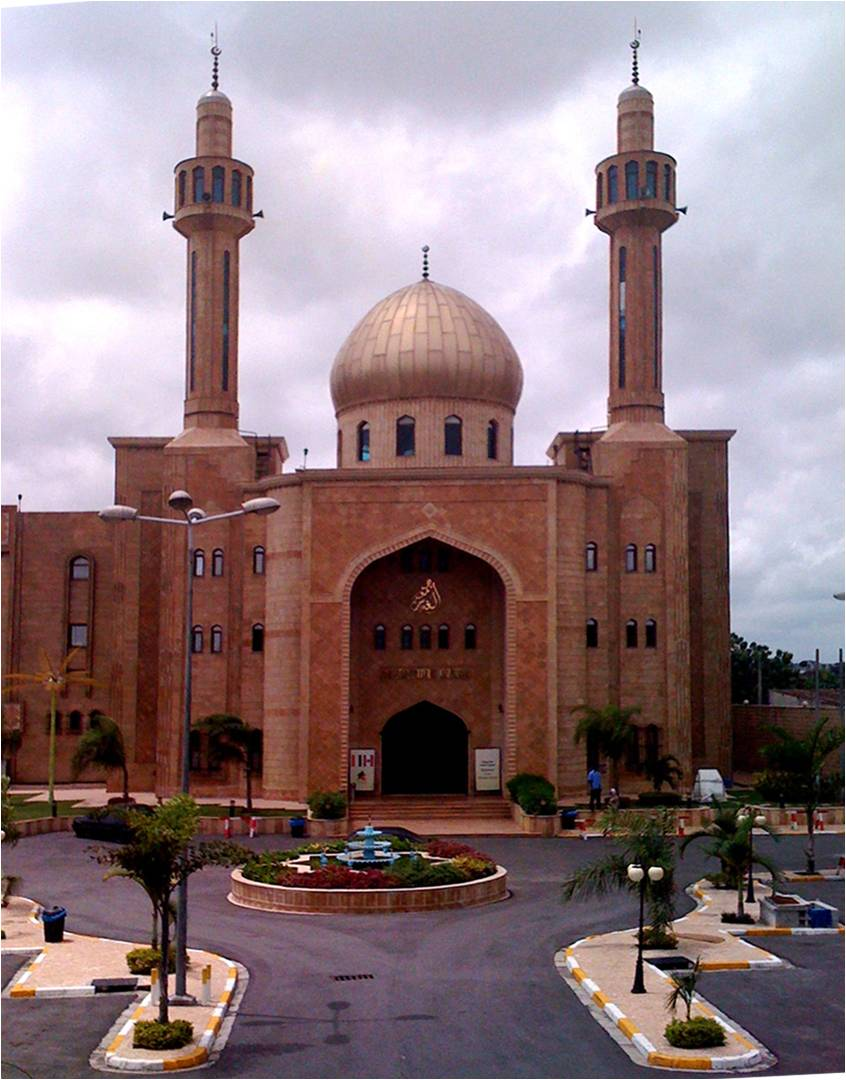
Mešita na abidžanském předměstí Marcory

Islám v Pobřeží slonoviny vyznává přibližně 43 % populace. Na konci 80. let 20. století se v Pobřeží slonoviny modlili, postili a dávali almužnu podle přísných zásad islámu pouze nejzbožnější muslimové a hadždž, posvátnou cestu do Mekky, si mohli dovolit pouze nejbohatší z nich.
Většina muslimů v Pobřeží slonoviny se hlásí k sunnitům, kteří dodržují typ islámského práva zvaný málikovský mazhab. Súfismus, který zahrnuje organizaci mystického bratrstva zvaného taríka, je v zemi také velmi rozšířený. Tento směr je silně protkaný domorodými vírami a praktikami. V Pobřeží slonoviny jsou zastoupena všechna čtyři hlavní súfijská bratrstva, i když nejoblíbenějšími jsou kádiríja, založená v 11. století, a tidžáníja, založená v 18. století. Kádirija je rozšířena především na západě země, tidžáníja na východě. Ostatní dvě bratrstva mají v Pobřeží slonoviny pouze málo příznivců. V zemi se vyskytuje i heterodoxní mesianistické hnutí Ahmadíja.
Významnou náboženskou autoritou je zde marabout, který je považován za zázračného lékaře a mystika, který uplatňuje magickou i morální autoritu. Je také respektován jako výrobce amuletů, které chrání nositele muslimského i nemuslimského vyznání před zlem. Vliv maraboutů vyvolal ve společnosti Pobřeží slonoviny řadu reakcí, mimo jiné vznik několika reformních hnutí. Tato hnutí často odsuzují súfismus a marabouty jako neislámské, ale chudí v maraboutech vidí mluvčí utlačovaných.
Hamallismus začal jako islámské reformní hnutí ve Francouzském Súdánu na počátku 20. století a poskytl možnost pro vyjádření politické i náboženské nespokojenosti. Jeho zakladatel byl vypovězen ve 30. letech 20. století z Francouzského Súdánu a odešel do Pobřeží slonoviny. Zde kázal tuto náboženskou reformu umírněnou formou s tolerancí mnoha místních praktik, ale zároveň odsoudil mnoho aspektů súfismu. Ortodoxní islámská bratrstva byla schopná přesvědčit francouzské úřady, že hamallismus byl zodpovědný za politická povstání ve Francouzském Súdánu. Úřady následně Hamalláha vyhnaly z Pobřeží slonoviny a jeho učení zakázaly.